# Real Chancillería

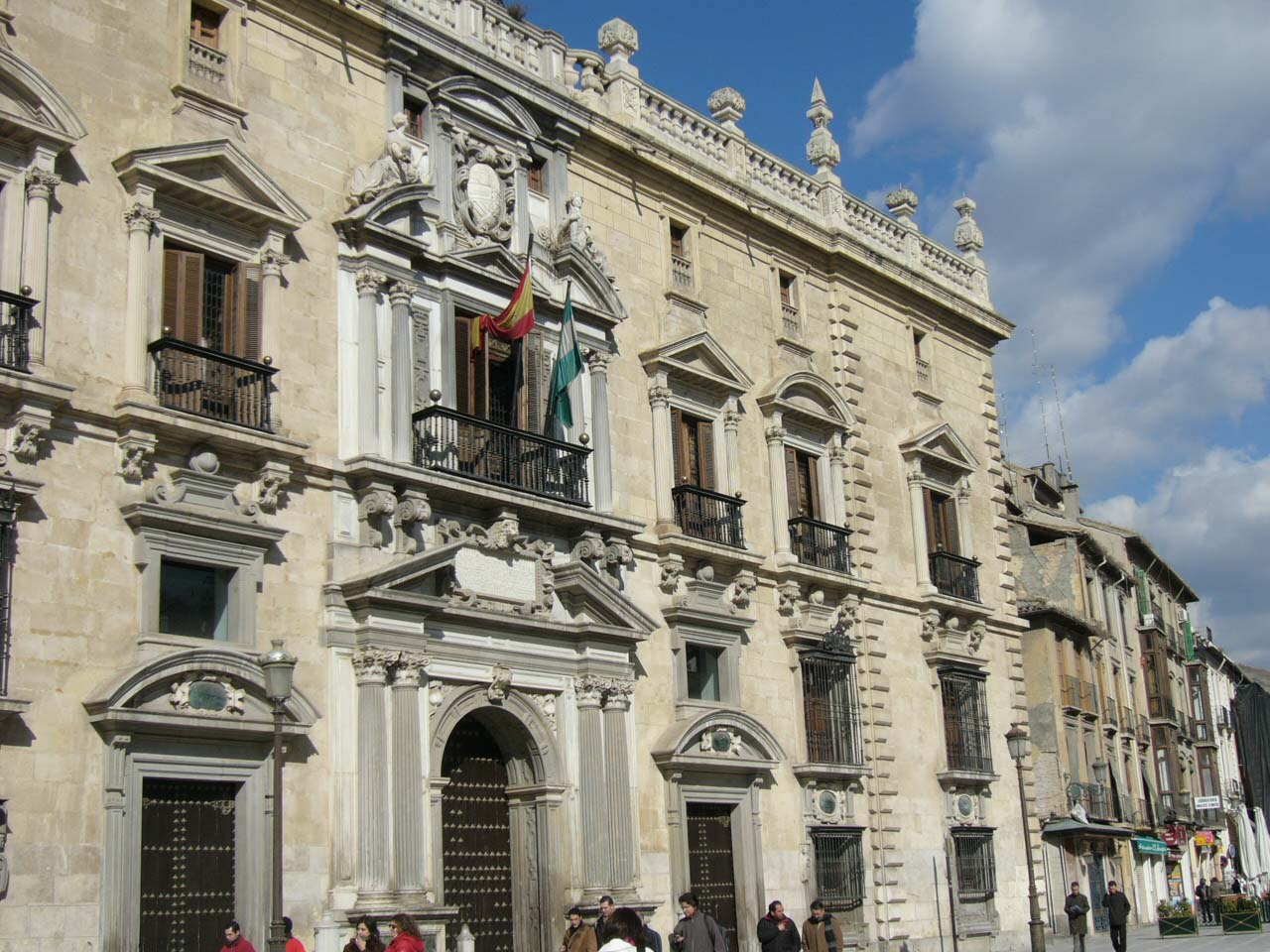
Sede della Real Chancillería di Granada (1531)

La Real Chancillería fu un'istituzione di giustizia e governo del Regno di Castiglia con sede a Valladolid in Spagna, attiva dal 1371 al 1834, il cui ambito territoriale fino alla creazione di quella di Ciudad Real nel 1494, poi trasferita a Granada nel 1504, corrispondeva all'intero regno. Successivamente il confine tra le due giurisdizioni fu quello del fiume Tago.
La sede dell'istituzione rimase la stessa dell'Audiencia fino al 1677, quando fu trasferita in un nuovo edificio dove rimase fino al 1972, quando si inaugurò la sede che occupa ora.
Attualmente al posto della soppressa istituzione è situato uno dei più importanti archivi spagnoli che custodisce sia la documentazione relativa alla Real Chancillería che quella relativa alla Audiencia Territorial de Valladolid attiva dal 1834 al 1989. L'archivio possiede circa 20.000 metri di scaffali di documenti, una biblioteca di oltre 5.000 volumi, 28 titoli di periodici e riviste.
La divisione territoriale tra le due aree del Regno di Castiglia si rese necessaria dopo la conquista del Sultanato di Granada da parte dei Re Cattolici nel 1492. A seguito della vittoria i sovrani decisero di trasformare Granada nella capitale del regno trasferendovi, fra l'altro, anche la sede della Chancillería, che fin dalla sua creazione nel 1494, aveva sede a Ciudad Real. In principio il Tribunale si insediò nel quartiere di Qadima, l'attuale Albayzín, nella via che non a caso si chiamava de Oidores. Successivamente fu trasferito in una zona più centrale, dove si trova ora. L'attuale edificio di gusto rinascimentale risale al 1531 e fu voluto dall'imperatore Carlo V, anche se il suo massimo splendore lo conobbe sotto il regno di Filippo II.